# Tashkent Open 2011
Il  Tashkent Open 2011 è stato un torneo di tennis giocato all'aperto sul Cemento. Questo evento è alla 13ª edizione e fa parte della categoria International del WTA Tour 2011. Il Tashkent Open si è giocato dal 10 al 17 settembre al Tashkent Tennis Center di Tashkent in Uzbekistan.

## Partecipanti

### Teste di serie
| Giocatrice           | Nazionalità | Ranking* | Testa di serie |
| -------------------- | ----------- | -------- | -------------- |
| Ksenija Pervak       | Russia      | 52       | 1              |
| Bojana Jovanovski    | Serbia      | 54       | 2              |
| Pauline Parmentier   | Francia     | 62       | 3              |
| Anastasija Sevastova | Lettonia    | 66       | 4              |
| Magdaléna Rybáriková | Slovacchia  | 70       | 5              |
| Alla Kudrjavceva     | Russia      | 77       | 6              |
| Evgenija Rodina      | Russia      | 83       | 7              |
| Aravane Rezaï        | Francia     | 86       | 8              |

- Ranking al 29 di agosto 2011

### Altre partecipanti
Giocatrici che hanno ricevuto una Wild card:
- Nigina Abduraimova
- Kamilla Farhad
- Sabina Sharipova

Giocatrici passate dalle qualificazioni:

- Jana Čepelová
- Eirini Georgatou
- Aleksandra Krunić
- Victoria Larrière

## Campionesse

### Singolare
Ksenija Pervak ha battuto in finale  Eva Birnerová per 6-3, 6-1.
- È il 1º titolo in carriera per Ksenia Pervak.

### Doppio
Eléni Daniilídou /  Vitalija D'jačenko hanno sconfitto in finale  Ljudmyla Kičenok / Nadežda Kičenok per 6-4,6-3.